# Derde Industriële Revolutie in Vlaanderen
De DIRV-actie of Derde Industriële Revolutie Vlaanderen is een socio-economisch programma opgezet in 1982 door de Vlaamse regering onder impuls van haar eerste minister-president Gaston Geens. De bedoeling was de vernieuwing van het industrieel weefsel naar nieuwe technologieën en met een grote nadruk op micro-elektronica. Het doel was de werkgelegenheid te stimuleren in toekomstgerichte sectoren zoals micro-elektronica en biotechnologie: dit door het stimuleren van:
- versterken van de technologische vernieuwing bij bestaande bedrijven in Vlaanderen;
- het aantrekken van nieuwe buitenlandse investeringen van hoogtechnologische bedrijven in Vlaanderen;
- het opzetten van nieuwe bedrijven als spin-off van onderzoeksinstellingen en universiteiten.

## Doel
Het doel van de DIRV-actie was het waarborgen van de toekomstige Vlaamse welvaart, economische activiteit en werkgelegenheid. De DIRV-actie was een van de eerste strategische initiatieven genomen binnen de Vlaamse regering, na de eerste federalisering van België. Voor een kleine regio als Vlaanderen werden relatief grote investeringen gedaan in de toekomst.

## Initiatieven
Het oorspronkelijk initiatief van de DIRV-actie omvatte de volgende facetten:
- Oprichting van IMEC, een micro-elektronica-onderzoekscentrum.
- Oprichting van MIETEC, een micro-elektronica-chipfabriek in Oudenaarde.
- Stimulering van opleiding in micro-elektronica met Invomec (momenteel opgenomen in IMEC).
- Oprichting van het STV (Stichting Technologie Vlaanderen, vandaag de Stichting Innovatie en Arbeid), een studiecentrum voor de sociale impact van nieuwe technologieën.

## FTI: Flanders Technology International
In het kader van de DIRV-actie werd ook de Flanders Technology International (FTI)-beurs opgericht. Om deze beurs te huisvesten werden te Gent de Flanders Expo-hallen gebouwd. De bedoeling was Vlaanderen te positioneren als hoogtechnologische regio en met de beurs een industrieel forum te vormen voor het aantrekken van hoogtechnologische internationale samenwerkingen. De Flanders Technology-beurs heeft deze doelstelling niet ingevuld, en heeft vooral een informerende rol naar het groot Vlaamse publiek gespeeld. De organisatie van de beurs is inmiddels stopgezet.
In de plaats van de FTI-beurs is voor de wetenschapspromotie bij het brede publiek het Technopolis opgericht, evenals een jaarlijkse organisatie van de Vlaamse Wetenschapsweek. Deze richt zich vooral op popularisatie van wetenschap voor Vlaamse tieners.